# Luis Felipe Ladrón de Guevara y Zúñiga
Luis Felipe Ladrón de Guevara y Zúñiga (1580-antes de 1655), fue un noble y militar español.

## Familia
Hijo de Ladrón de Guevara y Haro, comendador de Villamayor y procurador general de la Orden de Santiago, gentilhombre de cámara del emperador Rodolfo II y gentilhombre de boca del rey Felipe II de España, y de su esposa Leonor de Zúñiga y Lara, nieto paterno de Felipe de Guevara, caballero y comendador de Estiana de la Orden de Santiago y nieto de los señores de Escalante, y de su esposa Beatriz (Ramírez) de Haro y nieto materno de Juan de Sedeño y Zúñiga, poseedor del mayorazgo que fundó el Comendador Hernando de Zúñiga (hijo de Alonso de Sedeño y de su esposa Beatriz de Zúñiga), y de su esposa Elena de Lara, hija mayor —hija de Antonio de Ortega de Lara, que nació y vivió en Chinchón, antes que entrase aquella villa en el dominio del marqués de Moya, porque sucedió en mucha parte de los bienes que su padre tuvo allí, y murió sirviendo a los Reyes Católicos en la guerra de Granada, y de su esposa Catalina de Contreras—.

## Biografía
Caballero de la Orden de Santiago, gentilhombre de boca de Felipe IV de España, de su Consejo Supremo de Guerra y veedor general de sus Ejércitos de Flandes, a quien Íñigo Vélez de Guevara, el mozo, VIII conde de Oñate, llamó el año de 1641 a la sucesión del mayorazgo de Campo Real en caso de acabarse todos sus descendientes.
No habiendo tenido sucesión de su primera mujer, heredó de esta señora las villas de Castroserna y Fuentealmejír y fundando mayorazgo de ellas en sus descendientes, llamó por defecto de ellos al hijo segundo de la Casa de Oñate, de quien el procedía.

## Matrimonios y descendencia
Casado primera vez con Petronila Durango y Salcedo, señora de Castroserna y Fuentealmejír, sin descendencia.
Casado segunda vez con Luisa Antonia Fajardo de Guevara y Córdoba o Fajardo de Guevara, III marquesa de Espinardo, señora de las villas de Ontur, Albatana y Mojón Blanco, de la villa, hacienda y mayorazgo de la Vega de Morata, de la villa de Ceutí y del castillo, villa, casa y mayorazgo de Monteagudo, hija de Juan Fajardo de Tenza, I marqués de Espinardo, señor de las villas de Ontur, Albatana, Espinardo y Mojón Blanco, y de su mujer Leonor María Fajardo de la Cueva, señora de la villa, hacienda y mayorazgo de la Vega de Morata, de la villa de Ceutí y del castillo, villa, casa y mayorazgo de Monteagudo. Nacieron dos hijos de este matrimonio:
- Juan Manuel Fajardo de Guevara (baut. 16 de enero de 1635-1654), IV marqués de Espinardo por cesión de su madre en 1652.[8] Se casó en 1652 con Isabel María Chacón y Ayala (Vitoria, 1640-¿?), hija de Juan Chacón y Ponce de León, IV señor de Polvoranca, y de su esposa, Catalina de Ayala Osorio de Córdoba.[9] Después de enviudar y con diecinueve años, Isabel María ingresó en el convento de las Descalzas Reales en Madrid.[9]

- Juan Antonio Fajardo de Guevara (1636-Batalla de Ameixial, 8 de junio de 1663), V marqués de Espinardo,[10], V marqués de Espinardo, heredó a la muerte de su hermano las villas y mayorazgo. Se casó con Ana Duque de Estrada y Enríquez de Guzmán, hija de Juan Francisco Duque de Estrada y Portocarrero, señor de la casa de Estrada, y de Ana María Guardiola Enríquez de Guzmán y Aragón.[11] A los dos meses de enviudar, su esposa contrajo un segundo matrimonio con Gaspar de Teves y Tello de Guzmán, I marqués de la Fuente del Torno y  I conde de Benazuza.[10]